# إدفيج لوسون ويد
إدفيج لوسون ويد (بالفرنسية: Edwige Lawson-Wade) مواليد 14 مايو 1979 في رين، إيل وفيلان، بريتاني، فرنسا، هي لاعبة كرة سلة فرنسية. بدأت مسيرتها الاحترافية في سنة 2005. مثلت منتخب بلادها. شاركت في دورة الألعاب الأولمبية الصيفية سنة 2000.

## المسيرة الاحترافية
لعبت مع نيويورك ليبرتي في سنة 2005، ثم لعبت مع هيوستن كومتز في سنة 2005، ثم لعبت مع سياتل ستورم في سنة 2006، ثم لعبت مع سان أنطونيو ستارز من سنة 2007 إلى 2010.

## سجل المنافسة
شاركت في المنافسات التالية:
- الألعاب الأولمبية الصيفية 2000
- الألعاب الأولمبية الصيفية 2012

## الميداليات
| الميدالية | المسابقة                       |
| --------- | ------------------------------ |
| فضية      | الألعاب الأولمبية الصيفية 2012 |

## روابط خارجية
- إدفيج لوسون ويد على موقع الاتحاد الدولي لكرة السلة (الإنجليزية)
- إدفيج لوسون ويد على موقع الاتحاد الوطني لكرة السلة النسائية (الإنجليزية)
- إدفيج لوسون ويد على موقع كرة السلة الأوروبية.كوم (الإنجليزية)
- إدفيج لوسون ويد على موقع بروبوليرز (الإنجليزية)
- إدفيج لوسون ويد على موقع سبورتس رفرنس (الإنجليزية)
- إدفيج لوسون ويد على موقع سبورتس رفرنس (الإنجليزية)
- إدفيج لوسون ويد على موقع اللجنة الأولمبية الدولية (الإنجليزية)
- إدفيج لوسون ويد على موقع أوليمبيديا (الإنجليزية)
- إدفيج لوسون ويد على موقع اللجنة الأولمبية الفرنسية (مؤرشف) (الفرنسية)